# Porogymnaspis silvestrii
Porogymnaspis silvestrii är en insektsart som beskrevs av Bellio 1929. Porogymnaspis silvestrii ingår i släktet Porogymnaspis och familjen pansarsköldlöss.
Artens utbredningsområde är Vietnam. Inga underarter finns listade i Catalogue of Life.